# Tournoi féminin de football aux Jeux olympiques d'été de 2012
Cet article traite de l'épreuve féminine. Pour la compétition masculine, voir Tournoi masculin de football aux Jeux olympiques d'été de 2012.
Pour un article plus général, voir Football aux Jeux olympiques d'été de 2012.
Navigation
Pékin 2008 Rio de Janeiro 2016
Le tournoi féminin de football aux Jeux olympiques d'été de 2012 est la cinquième édition du tournoi féminin de football des Jeux olympiques et se tient à Londres et dans cinq autres villes de Grande-Bretagne, du 25 juillet au 9 août 2012.
Les fédérations affiliées à la FIFA participent par le biais de leur équipe féminine aux épreuves de qualification. Onze équipes rejoignent ainsi la Grande-Bretagne, nation hôte de la compétition, pour s'affronter lors du tournoi final. Contrairement au tournoi masculin, il n'y a pas de restriction d'âge pour participer à la compétition.

## Préparation de l'événement

### Désignation du pays hôte
La commission exécutive du Comité international olympique a désigné le 18 mai 2004 cinq villes acceptées comme villes candidates parmi une liste de neuf villes qui souhaitée être candidate. Les cinq villes retenues (Paris, New York, Moscou, Londres et Madrid) ont alors entamé la deuxième phase de la procédure.
Le 6 juillet 2005, à Singapour, après avoir étudié les dossiers de chaque ville, le jury désigne Londres comme ville hôte des Jeux olympiques de 2012 au terme de quatre tours de scrutin. Lors du dernier tour, la capitale britannique devance de 4 voix Paris, la capitale française.

### Villes et stades retenus
Six stades ont été retenus pour organiser cette compétition :
| Wembley                                                                                   | Old Trafford                  |
| 90 000 places                                                                             | 76 212 places                 |
|                                                                                           |                               |
| Cardiff                                                                                   | Newcastle                     |
| Millennium                                                                                | St James' Park                |
| 74 500 places                                                                             | 52 401 places                 |
| Millennium                                                                                |                               |
| Glasgow                                                                                   | Coventry                      |
| Hampden Park                                                                              | Stade de la ville de Coventry |
| 51 866 places                                                                             | 32 609 places                 |
|                                                                                           |                               |
| Wembley Old Trafford Millennium St James' Park Hampden Park Stade de la ville de Coventry |                               |

Wembley, accueille la cérémonie d'ouverture des jeux olympiques ainsi que la finale de la compétition.

## Acteurs du tournoi féminin de football des jeux olympiques

### Équipes qualifiées

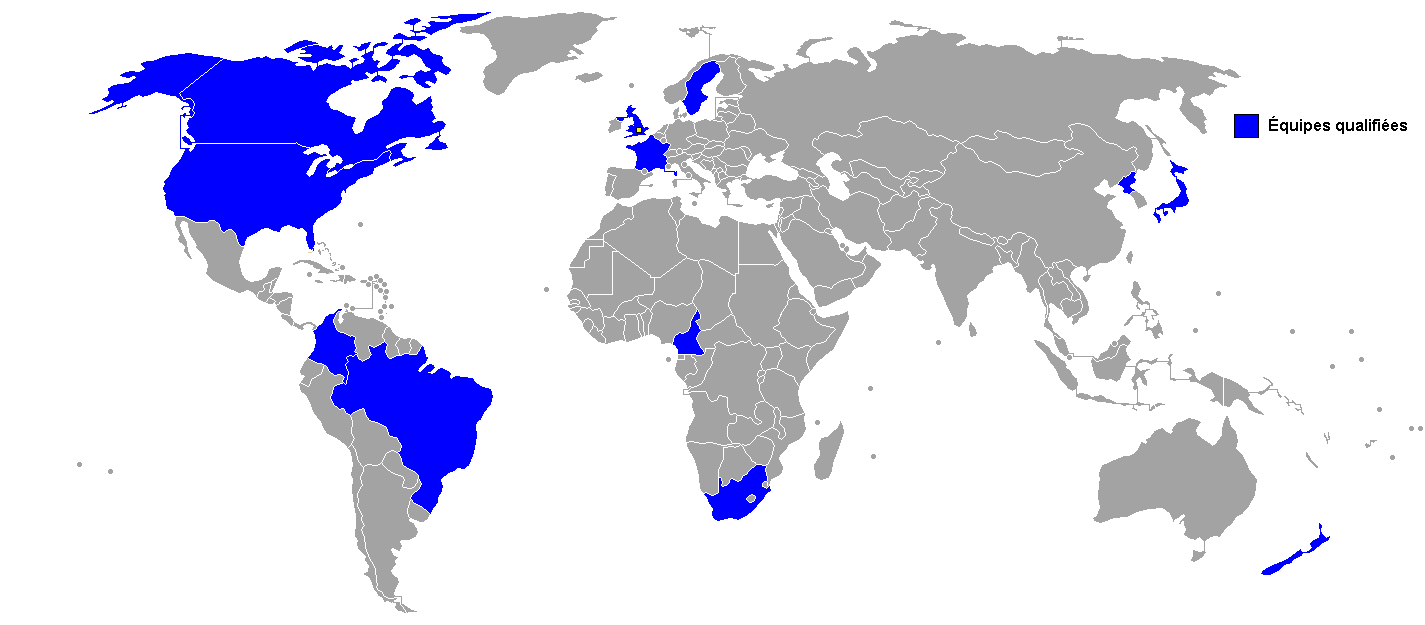
Équipes qualifiées pour le tournoi final

Chaque Comité national olympique peut engager une seule équipe dans la compétition.
Les épreuves qualificatives du tournoi féminin de football des jeux olympiques se déroulent d'octobre 2010 à mars 2012. En tant que pays hôte, la Grande-Bretagne est qualifiée d'office, tandis que les autres équipes passent par différends modes de qualifications continentales.
La plupart des confédérations utilisent un format de tournois pré-olympiques pour déterminer les équipes qualifiées, comme l'AFC, la CAF, la CONCACAF et l'OFC. Il y a cependant deux exceptions, l'UEFA, qui qualifie les deux meilleures équipes européennes de la Coupe du monde 2011 et la CONMEBOL, qui qualifie les deux finalistes du Sudamericano Femenino 2010.
| Tournoi qualificatif                                | Date              | Lieu      | Places | Qualifiés        | App. |
| --------------------------------------------------- | ----------------- | --------- | ------ | ---------------- | ---- |
| Pays organisateur                                   |                   |           | 1      | Grande-Bretagne  | 1re  |
| Sudamericano Femenino 2010                          | 21 novembre 2010  | Équateur  | 2      | Brésil           | 5e   |
| Sudamericano Femenino 2010                          | 21 novembre 2010  | Équateur  | 2      | Colombie         | 1re  |
| Coupe du monde féminine de la FIFA 2011 (zone UEFA) | 17 juillet 2011   | Allemagne | 2      | Suède            | 5e   |
| Coupe du monde féminine de la FIFA 2011 (zone UEFA) | 17 juillet 2011   | Allemagne | 2      | France           | 1re  |
| Tournoi pré-olympique de l'AFC                      | 11 septembre 2011 | Chine     | 2      | Japon            | 5e   |
| Tournoi pré-olympique de l'AFC                      | 11 septembre 2011 | Chine     | 2      | Corée du Nord    | 2e   |
| Tournoi pré-olympique de la CAF                     | 22 octobre 2011   | Itinérant | 2      | Afrique du Sud   | 1re  |
| Tournoi pré-olympique de la CAF                     | 22 octobre 2011   | Itinérant | 2      | Cameroun         | 1re  |
| Tournoi pré-olympique de la CONCACAF                | 29 janvier 2012   | Vancouver | 2      | États-Unis       | 5e   |
| Tournoi pré-olympique de la CONCACAF                | 29 janvier 2012   | Vancouver | 2      | Canada           | 2e   |
| Tournoi pré-olympique de l'OFC                      | 24 mars 2012      | Itinérant | 1      | Nouvelle-Zélande | 2e   |

### Arbitres officiels
Le 19 avril 2012, la FIFA a publié la liste des arbitres retenus pour la compétition :
| Confédération | Arbitres                                                 | Assistants |
| ------------- | -------------------------------------------------------- | --- |
| AFC           | Hong Eun-ah Sachiko Yamagishi                            | Allyson Flynn Sarah Ho Kim Kyoung-min Widiya Habibah Shamsuri                                                     |
| CAF           | Therese Raissa Neguel                                    | Tempa Ndha Lidwine Pelagie Rakotozafinoro                                                                         |
| CONCACAF      | Quetzalli Alvarado Godinez Carol Anne Chenard Kari Seitz | Marie-Josée Charbonneau Mayte Ivonne Chavez Garcia Marlene Duffy Stacy Ann Greyson Shirley Perello Veronica Perez |

| Confédération | Arbitres                                                                            | Assistants |
| ------------- | ----------------------------------------------------------------------------------- | --- |
| CONMEBOL      | Jesica Salome Di Orio                                                               | Mariana Betina Corbo Odone Maria Eugenia Rocco |
| UEFA          | Kirsi Heikkinen Efthalia Mitsi Jenny Palmqvist Christina Pedersen Bibiana Steinhaus | Anu Jokela Helen Karo Anna Nystrom Tonja Paavola Yolanda Parga Rodriguez Kathrin Rafalski Lada Rojc Hege Steinlund Maria Luisa Villa Gutierrez Marina Wozniak |

### Joueuses
Le tournoi féminin est un tournoi international sans aucune restriction d'âge. Chaque nation doit présenter une équipe de 18 joueuses titulaires et de 3 joueuses réservistes.

## Déroulement du tournoi
Tirage au sort
Le tirage au sort a lieu le 24 avril 2012. Les chapeaux sont composés selon des critères géographiques pour respecter la limite par groupe d'une nation par continent. Les têtes de série désignées sont la Grande-Bretagne, pays organisateur, et les deux équipes les mieux classées du classement FIFA au moment du tirage au sort.
Répartition des chapeaux avant tirage :
| Pot 1                                         | Pot 2                                  | Pot 3                                                 | Pot 4                                     |
| --------------------------------------------- | -------------------------------------- | ----------------------------------------------------- | ----------------------------------------- |
| - Grande-Bretagne (Groupe E) - Suède - France | - Cameroun - Afrique du Sud - Colombie | - Japon (Groupe F) - Corée du Nord - Nouvelle-Zélande | - États-Unis (Groupe G) - Canada - Brésil |

### Premier tour
Les douze équipes sont réparties en trois groupes de quatre. Chacune affronte les trois autres de son groupe. À l'issue des trois journées, les deux premières de chaque groupe, soit six au total, sont qualifiées. Afin de compléter le tableau des quarts de finale les deux meilleures troisièmes sont repêchées.

#### Groupe E
Classement
| Rang | Équipe           | Pts | J | G | N | P | Bp | Bc | Diff |
| ---- | ---------------- | --- | - | - | - | - | -- | -- | ---- |
| 1    | Grande-Bretagne  | 9   | 3 | 3 | 0 | 0 | 5  | 0  | +5   |
| 2    | Brésil           | 6   | 3 | 2 | 0 | 1 | 6  | 1  | +5   |
| 3    | Nouvelle-Zélande | 3   | 3 | 1 | 0 | 2 | 3  | 3  | 0    |
| 4    | Cameroun         | 0   | 3 | 0 | 0 | 3 | 1  | 11 | -10  |

|  | Qualifié pour le deuxième tour de la compétition.                                                                   |
|  | Pts points ; G victoires ; N matchs nuls ; P défaites Bp buts marqués ; Bc buts encaissés ; Diff différence de buts |

1re journée
| 25 juillet 2012 | Grande-Bretagne | 1-0     | Nouvelle-Zélande | Millennium, Cardiff | |
| 16h00 CEST      | Stephanie Houghton 64e | (1-0)   | | Spectateurs : 24 445 Arbitrage : Kari Seitz Arbitres assistants : Veronica Perez Marlene Duffy Quatrième arbitre : Quetzalli Alvarado | Spectateurs : 24 445 Arbitrage : Kari Seitz Arbitres assistants : Veronica Perez Marlene Duffy Quatrième arbitre : Quetzalli Alvarado |
| 16h00 CEST      | Rapport |         | | Spectateurs : 24 445 Arbitrage : Kari Seitz Arbitres assistants : Veronica Perez Marlene Duffy Quatrième arbitre : Quetzalli Alvarado | Spectateurs : 24 445 Arbitrage : Kari Seitz Arbitres assistants : Veronica Perez Marlene Duffy Quatrième arbitre : Quetzalli Alvarado |
| 16h00 CEST      | Bardsley () · A. Scott · Houghton · J. Scott · Stoney · Carney ( 89e Williams) · Smith ( 68e Yankey) · Little ( 46e White) · Dieke · Asante 3e · Aluko | Équipes | Bindon () · Percival · Duncan · Erceg · Smith · Riley · Moorwood ( 59e Hassett) · Hearn · Gregorius · Yallop ( 74e Longo) · Wilkinson 43e | Spectateurs : 24 445 Arbitrage : Kari Seitz Arbitres assistants : Veronica Perez Marlene Duffy Quatrième arbitre : Quetzalli Alvarado | Spectateurs : 24 445 Arbitrage : Kari Seitz Arbitres assistants : Veronica Perez Marlene Duffy Quatrième arbitre : Quetzalli Alvarado |

| 25 juillet 2012 | Cameroun | 0-5     | Brésil | Millennium, Cardiff | |
| 18h45 CEST      | | (0-2)   | 7e Francielle · 10e Renata Costa · 73e (pen.) 88e Marta · 80e Christiane                                                                                                | Spectateurs : 30 847 Arbitrage : Jenny Palmqvist Arbitres assistants : Helen Karo Anna Nystrom Quatrième arbitre : Christina Pedersen | Spectateurs : 30 847 Arbitrage : Jenny Palmqvist Arbitres assistants : Helen Karo Anna Nystrom Quatrième arbitre : Christina Pedersen |
| 18h45 CEST      | Rapport |         | | Spectateurs : 30 847 Arbitrage : Jenny Palmqvist Arbitres assistants : Helen Karo Anna Nystrom Quatrième arbitre : Christina Pedersen | Spectateurs : 30 847 Arbitrage : Jenny Palmqvist Arbitres assistants : Helen Karo Anna Nystrom Quatrième arbitre : Christina Pedersen |
| 18h45 CEST      | Ngo Ndom () · Manie 6e · Ajara Nchout ( 71e Enganamouit) · Ejangue · Onguéné · Feudjio ( 64e Zouga) · Ngono Mani · Beyene · Bella · Meffometou Tcheno · Yango 61e | Équipes | Andreia () · Fabiana · Érika · Maurine · Ester · Formiga 75e ( 81e Grazielle) · Thais Guedes ( 46e Cristiane) · Marta · Francielle ( 92e Daiane) · Bruna · Renata Costa | Spectateurs : 30 847 Arbitrage : Jenny Palmqvist Arbitres assistants : Helen Karo Anna Nystrom Quatrième arbitre : Christina Pedersen | Spectateurs : 30 847 Arbitrage : Jenny Palmqvist Arbitres assistants : Helen Karo Anna Nystrom Quatrième arbitre : Christina Pedersen |

2e journée
| 28 juillet 2012 | Nouvelle-Zélande | 0-1     | Brésil | Millennium, Cardiff | |
| 14h30 CEST      | | (0-0)   | 86e Christiane | Spectateurs : 30 103 Arbitrage : Bibiana Steinhaus Arbitres assistants : Marina Wozniak Carol Anne Chenard Quatrième arbitre : Kathrin Rafalski | Spectateurs : 30 103 Arbitrage : Bibiana Steinhaus Arbitres assistants : Marina Wozniak Carol Anne Chenard Quatrième arbitre : Kathrin Rafalski |
| 14h30 CEST      | Rapport |         | | Spectateurs : 30 103 Arbitrage : Bibiana Steinhaus Arbitres assistants : Marina Wozniak Carol Anne Chenard Quatrième arbitre : Kathrin Rafalski | Spectateurs : 30 103 Arbitrage : Bibiana Steinhaus Arbitres assistants : Marina Wozniak Carol Anne Chenard Quatrième arbitre : Kathrin Rafalski |
| 14h30 CEST      | Bindon () · Percival · Duncan 85e · Erceg · Smith · Riley · Moorwood ( 77e Yallop) · Hearn · Gregorius · Hassett ( 87e Longo) · Wilkinson 81e | Équipes | Andreia () 90+3e · Fabiana ( 88e Daiane) · Érika · Maurine · Ester · Formiga · Marta · Cristiane · Francielle ( 58e Daiane) · Bruna · Renata Costa | Spectateurs : 30 103 Arbitrage : Bibiana Steinhaus Arbitres assistants : Marina Wozniak Carol Anne Chenard Quatrième arbitre : Kathrin Rafalski | Spectateurs : 30 103 Arbitrage : Bibiana Steinhaus Arbitres assistants : Marina Wozniak Carol Anne Chenard Quatrième arbitre : Kathrin Rafalski |

| 28 juillet 2012 | Grande-Bretagne | 3-0     | Cameroun | Millennium, Cardiff | |
| 17h15 CEST      | Casey Stoney 18e · Jill Scott 23e · Stephanie Houghton 82e                                                                                            | (2-0)   | | Spectateurs : 31 141 Arbitrage : Hong Eun-ah Arbitres assistants : Sarah Ho Sachiko Yamagishi Quatrième arbitre : Kim Kyoung-min | Spectateurs : 31 141 Arbitrage : Hong Eun-ah Arbitres assistants : Sarah Ho Sachiko Yamagishi Quatrième arbitre : Kim Kyoung-min |
| 17h15 CEST      | Rapport |         | | Spectateurs : 31 141 Arbitrage : Hong Eun-ah Arbitres assistants : Sarah Ho Sachiko Yamagishi Quatrième arbitre : Kim Kyoung-min | Spectateurs : 31 141 Arbitrage : Hong Eun-ah Arbitres assistants : Sarah Ho Sachiko Yamagishi Quatrième arbitre : Kim Kyoung-min |
| 17h15 CEST      | Bardsley () · A. Scott · Houghton · J. Scott · Stoney · Carney · Smith ( 46e Yankey) · Little · Dieke ( 68e Bradley) · Asante ( 60e Williams) · Aluko | Équipes | Ngo Ndom () · Manie 17e · Ejangue · Zouga · Onguéné · Ngono Mani ( 79e Enganamouit) · Beyene ( 33e Medoua 61e) · Iven · Bella · Meffometou Tcheno · Yango ( 62e Nchout) | Spectateurs : 31 141 Arbitrage : Hong Eun-ah Arbitres assistants : Sarah Ho Sachiko Yamagishi Quatrième arbitre : Kim Kyoung-min | Spectateurs : 31 141 Arbitrage : Hong Eun-ah Arbitres assistants : Sarah Ho Sachiko Yamagishi Quatrième arbitre : Kim Kyoung-min |

3e journée
| 31 juillet 2012 | Nouvelle-Zélande | 3-1     | Cameroun | Stade de la ville de Coventry, Coventry                                                                                                | |
| 19h45 CEST      | Rebecca Smith 43e · Ysis Sonkeng 49e (csc) · Sarah Gregorius 62e                                                                  | (1-0)   | 75e Gabrielle Aboudi Onguene | Spectateurs : 11 425 Arbitrage : Christina Pedersen Arbitres assistants : Hege Steinlund Kirsi Heikkinen Quatrième arbitre : Lada Rojc | Spectateurs : 11 425 Arbitrage : Christina Pedersen Arbitres assistants : Hege Steinlund Kirsi Heikkinen Quatrième arbitre : Lada Rojc |
| 19h45 CEST      | Rapport |         | | Spectateurs : 11 425 Arbitrage : Christina Pedersen Arbitres assistants : Hege Steinlund Kirsi Heikkinen Quatrième arbitre : Lada Rojc | Spectateurs : 11 425 Arbitrage : Christina Pedersen Arbitres assistants : Hege Steinlund Kirsi Heikkinen Quatrième arbitre : Lada Rojc |
| 19h45 CEST      | Bindon () · Percival · Duncan · Erceg · Smith · Riley · Hearn · Gregorius ( 65e Moorwood) · Hassett · White · Longo ( 82e Yallop) | Équipes | Ngo Ndom () · Nchout ( 46e Ngono Mani) · Leuko · Ejangue 51e · Zouga ( 78e Enganamouit) · Onguéné · Feudjio · Iven · Bella ( 59e Yango 76e) · Medoua 21e · Sonkeng | Spectateurs : 11 425 Arbitrage : Christina Pedersen Arbitres assistants : Hege Steinlund Kirsi Heikkinen Quatrième arbitre : Lada Rojc | Spectateurs : 11 425 Arbitrage : Christina Pedersen Arbitres assistants : Hege Steinlund Kirsi Heikkinen Quatrième arbitre : Lada Rojc |

| 31 juillet 2012 | Grande-Bretagne | 1-0     | Brésil | Wembley, Londres | |
| 19h45 CEST      | Stephanie Houghton 2e | (1-0)   | | Spectateurs : 70 584 Arbitrage : Carol Anne Chenard Arbitres assistants : Marie-Josée Charbonneau Sachiko Yamagishi Quatrième arbitre : Stacy Ann Greyson | Spectateurs : 70 584 Arbitrage : Carol Anne Chenard Arbitres assistants : Marie-Josée Charbonneau Sachiko Yamagishi Quatrième arbitre : Stacy Ann Greyson |
| 19h45 CEST      | Rapport |         | | Spectateurs : 70 584 Arbitrage : Carol Anne Chenard Arbitres assistants : Marie-Josée Charbonneau Sachiko Yamagishi Quatrième arbitre : Stacy Ann Greyson | Spectateurs : 70 584 Arbitrage : Carol Anne Chenard Arbitres assistants : Marie-Josée Charbonneau Sachiko Yamagishi Quatrième arbitre : Stacy Ann Greyson |
| 19h45 CEST      | Bardsley () · A. Scott · Houghton · J. Scott · Bradley · Stoney · Carney ( 84e White) · Smith ( 84e Williams) · Little · Asante ( 60e Williams) · Aluko ( 63e Yankey) | Équipes | Andreia () · Érika · Maurine ( 46e Daiane) · Ester ( 72e Grazielle) · Thais Guedes · Marta · Cristiane · Rosana · Francielle 56e · Bruna 32e ( 46e Aline 68e) · Renata Costa | Spectateurs : 70 584 Arbitrage : Carol Anne Chenard Arbitres assistants : Marie-Josée Charbonneau Sachiko Yamagishi Quatrième arbitre : Stacy Ann Greyson | Spectateurs : 70 584 Arbitrage : Carol Anne Chenard Arbitres assistants : Marie-Josée Charbonneau Sachiko Yamagishi Quatrième arbitre : Stacy Ann Greyson |

#### Groupe F
Classement
| Rang | Équipe         | Pts | J | G | N | P | Bp | Bc | Diff |
| ---- | -------------- | --- | - | - | - | - | -- | -- | ---- |
| 1    | Suède          | 5   | 3 | 1 | 2 | 0 | 6  | 3  | +3   |
| 2    | Japon          | 5   | 3 | 1 | 2 | 0 | 2  | 1  | +1   |
| 3    | Canada         | 4   | 3 | 1 | 1 | 1 | 6  | 4  | +2   |
| 4    | Afrique du Sud | 1   | 3 | 0 | 1 | 2 | 1  | 7  | -6   |

|  | Qualifié pour le deuxième tour de la compétition.                                                                  |
|  | Pts points ; G victoires ; N match nuls ; P défaites Bp buts marqués ; Bc buts encaissés ; Diff différence de buts |

Note : les deux premiers sont classés à la différence de buts.
1re journée
| 25 juillet 2012 | Japon                                | 2-1   | Canada               | Stade de la ville de Coventry, Coventry          |                                                  |
| 17h00 CEST      | Nahomi Kawasumi 33e · Aya Miyama 44e | (2-0) | 55e Melissa Tancredi | Spectateurs : 14 119 Arbitrage : Kirsi Heikkinen | Spectateurs : 14 119 Arbitrage : Kirsi Heikkinen |
| 17h00 CEST      | Rapport                              |       |                      | Spectateurs : 14 119 Arbitrage : Kirsi Heikkinen | Spectateurs : 14 119 Arbitrage : Kirsi Heikkinen |

| 25 juillet 2012 | Suède                                                         | 4-1   | Afrique du Sud    | Stade de la ville de Coventry, Coventry                |                                                        |
| 19h45 CEST      | Nilla Fischer 7e · Lisa Dahlkvist 20e · Lotta Schelin 21e 63e | (3-0) | 60e Portia Modise | Spectateurs : 18 290 Arbitrage : Jesica Salome Di Orio | Spectateurs : 18 290 Arbitrage : Jesica Salome Di Orio |
| 19h45 CEST      | Rapport                                                       |       |                   | Spectateurs : 18 290 Arbitrage : Jesica Salome Di Orio | Spectateurs : 18 290 Arbitrage : Jesica Salome Di Orio |

2e journée
| 28 juillet 2012 | Japon   | 0-0   | Suède | Stade de la ville de Coventry, Coventry             |                                                     |
| 12h00 CEST      |         | (0-0) |       | Spectateurs : 14 160 Arbitrage : Quetzalli Alvarado | Spectateurs : 14 160 Arbitrage : Quetzalli Alvarado |
| 12h00 CEST      | Rapport |       |       | Spectateurs : 14 160 Arbitrage : Quetzalli Alvarado | Spectateurs : 14 160 Arbitrage : Quetzalli Alvarado |

| 28 juillet 2012 | Canada                                           | 3-0   | Afrique du Sud | Stade de la ville de Coventry, Coventry       |                                               |
| 14h45 CEST      | Melissa Tancredi 7e · Christine Sinclair 58e 86e | (1-0) |                | Spectateurs : 14 753 Arbitrage : John Herdman | Spectateurs : 14 753 Arbitrage : John Herdman |
| 14h45 CEST      | Rapport                                          |       |                | Spectateurs : 14 753 Arbitrage : John Herdman | Spectateurs : 14 753 Arbitrage : John Herdman |

3e journée
| 31 juillet 2012 | Japon   | 0-0   | Afrique du Sud | Millennium, Cardiff                           |                                               |
| 14h30 CEST      |         | (0-0) |                | Spectateurs : 24 202 Arbitrage : Thalia Mitsi | Spectateurs : 24 202 Arbitrage : Thalia Mitsi |
| 14h30 CEST      | Rapport |       |                | Spectateurs : 24 202 Arbitrage : Thalia Mitsi | Spectateurs : 24 202 Arbitrage : Thalia Mitsi |

| 31 juillet 2012 | Canada                   | 2-2   | Suède                                       | St James' Park, Newcastle                    |                                              |
| 14h30 CEST      | Melissa Tancredi 43e 84e | (1-2) | 14e Marie Hammarström · 16e Sofia Jakobsson | Spectateurs : 12 719 Arbitrage : Eun Ah Hong | Spectateurs : 12 719 Arbitrage : Eun Ah Hong |
| 14h30 CEST      | Rapport                  |       |                                             | Spectateurs : 12 719 Arbitrage : Eun Ah Hong | Spectateurs : 12 719 Arbitrage : Eun Ah Hong |

#### Groupe G
Classement
| Rang | Équipe        | Pts | J | G | N | P | Bp | Bc | Diff |
| ---- | ------------- | --- | - | - | - | - | -- | -- | ---- |
| 1    | États-Unis    | 9   | 3 | 3 | 0 | 0 | 8  | 2  | +6   |
| 2    | France        | 6   | 3 | 2 | 0 | 1 | 8  | 4  | +4   |
| 3    | Corée du Nord | 3   | 3 | 1 | 0 | 2 | 2  | 6  | -4   |
| 4    | Colombie      | 0   | 3 | 0 | 0 | 3 | 0  | 6  | -6   |

|  | Qualifié pour le deuxième tour de la compétition.                                                                  |
|  | Pts points ; G victoires ; N match nuls ; P défaites Bp buts marqués ; Bc buts encaissés ; Diff différence de buts |

1re journée
| 25 juillet 2012 | États-Unis | 4-2     | France | Hampden Park, Glasgow                              |                                                    |
| 17h00 CEST      | Abby Wambach 19e · Alex Morgan 32e 66e · Carli Lloyd 56e | (2-2)   | 12e Gaëtane Thiney · 14e Marie-Laure Delie | Spectateurs : 18 090 Arbitrage : Sachiko Yamagishi | Spectateurs : 18 090 Arbitrage : Sachiko Yamagishi |
| 17h00 CEST      | Rapport |         | | Spectateurs : 18 090 Arbitrage : Sachiko Yamagishi | Spectateurs : 18 090 Arbitrage : Sachiko Yamagishi |
| 17h00 CEST      | Hope Solo () · Christie Rampone · Kelley O'Hara · Amy LePeilbet · Shannon Boxx ( 17e) · Carli Lloyd ( 17e ) · Lauren Cheney · Alex Morgan ( 74e) · Amy Rodriguez ( 74e ) · Abby Wambach · Megan Rapinoe ( 84e) · Sydney Leroux ( 84e ) · Rachel Buehler · Tobin Heath | Équipes | Sarah Bouhaddi () · Wendie Renard · ( 46e) Ophélie Meilleroux · ( 46e ) Laura Georges · Corine Franco · Sonia Bompastor · ( 71e) Camille Abily · ( 71e ) Sandrine Soubeyrand · Marie-Laure Delie · Élodie Thomis · ( 46e) Louisa Nécib · ( 46e ) Eugénie Le Sommer · Élise Bussaglia · Gaëtane Thiney | Spectateurs : 18 090 Arbitrage : Sachiko Yamagishi | Spectateurs : 18 090 Arbitrage : Sachiko Yamagishi |

| 25 juillet 2012 | Colombie | 0-2   | Corée du Nord        | Hampden Park, Glasgow                               |                                                     |
| 19h45, CEST     |          | (0-1) | 39e 85e Kim Song Hui | Spectateurs : 18 900 Arbitrage : Carol Anne Chenard | Spectateurs : 18 900 Arbitrage : Carol Anne Chenard |
| 19h45, CEST     | Rapport  |       |                      | Spectateurs : 18 900 Arbitrage : Carol Anne Chenard | Spectateurs : 18 900 Arbitrage : Carol Anne Chenard |

2e journée
| 28 juillet 2012 | États-Unis | 3-0     | Colombie | Hampden Park, Glasgow                         |                                               |
| 17h00 CEST      | Megan Rapinoe 33e · Abby Wambach 74e · Carli Lloyd 77e | (1-0)   | | Spectateurs : 11 313 Arbitrage : Thalia Mitsi | Spectateurs : 11 313 Arbitrage : Thalia Mitsi |
| 17h00 CEST      | Rapport |         | | Spectateurs : 11 313 Arbitrage : Thalia Mitsi | Spectateurs : 11 313 Arbitrage : Thalia Mitsi |
| 17h00 CEST      | Hope Solo () · Heather Mitts · Christie Rampone · Kelley O'Hara · Heather O'Reilly ( 67e) · Tobin Heath ( 67e ) · Carli Lloyd · Lauren Cheney · Alex Morgan · Abby Wambach ( 78e) · Sydney Leroux ( 78e ) · Megan Rapinoe ( 81e) · Amy Rodriguez ( 81e ) · Rachel Buehler | Équipes | Sandra Sepulveda () · ( 71e) Tatiana Ariza · ( 71e ) Liana Salazar · Natalia Gaitan · Nataly Arias · Orianica Velasquez · ( 71e) Carmen Rodallega · ( 71e ) Ana Montoya · Maria Usme · Yulieht Dominguez · Kelis Peduzine · ( 86e) Ingrid Vidal · ( 86e ) Melissa Ortiz · Lady Andrade | Spectateurs : 11 313 Arbitrage : Thalia Mitsi | Spectateurs : 11 313 Arbitrage : Thalia Mitsi |

| 28 juillet 2012 | France                                                                                                 | 5-0   | Corée du Nord | Hampden Park, Glasgow                           |                                                 |
| 19h45 CEST      | Laura Georges 45e · Élodie Thomis 70e · Marie-Laure Delie 71e · Wendie Renard 81e · Camille Catala 87e | (1-0) |               | Spectateurs : 11 743 Arbitrage : Therese Neguel | Spectateurs : 11 743 Arbitrage : Therese Neguel |
| 19h45 CEST      | Rapport                                                                                                |       |               | Spectateurs : 11 743 Arbitrage : Therese Neguel | Spectateurs : 11 743 Arbitrage : Therese Neguel |

3e journée
| 31 juillet 2012 | États-Unis | 1-0     | Corée du Nord | Old Trafford, Manchester                         |                                                  |
| 17h15 CEST      | Abby Wambach 25e | (1-0)   | | Spectateurs : 29 522 Arbitrage : Jenny Palmqvist | Spectateurs : 29 522 Arbitrage : Jenny Palmqvist |
| 17h15 CEST      | Rapport |         | | Spectateurs : 29 522 Arbitrage : Jenny Palmqvist | Spectateurs : 29 522 Arbitrage : Jenny Palmqvist |
| 17h15 CEST      | Hope Solo () · Christie Rampone · Kelley O'Hara · Amy LePeilbet · Heather O'Reilly · Carli Lloyd · Lauren Cheney ( 16e)( 84e) · Amy Rodriguez ( 84e ) · Alex Morgan · Abby Wambach · Megan Rapinoe ( 46e) · Tobin Heath ( 46e ) · Rachel Buehler ( 75e) · Becky Sauerbrunn ( 75e ) | Équipes | O Chang Ran () · Kim Nam Hui · Kim Myong Hum · Choe Un Ju · ( 13e) Ri Ye Gyong · Jon Myong Hwa · ( 31e) Yun Hyon Hui · ( 31e ) Kim Su Gyong · ( 80e) Kim Chung Sim · ( 80e ) Kim Un Hyang · Pong Son Hwa · ( 42e)( 63e) Kim Song Hui · ( 63e )( 76e, 81e) Choe Mi Gyong · Choe Yong Sim | Spectateurs : 29 522 Arbitrage : Jenny Palmqvist | Spectateurs : 29 522 Arbitrage : Jenny Palmqvist |

| 31 juillet 2012 | France           | 1-0   | Colombie | St James' Park, Newcastle                           |                                                     |
| 17h15 CEST      | Élodie Thomis 5e | (1-0) |          | Spectateurs : 13 184 Arbitrage : Quetzalli Alvarado | Spectateurs : 13 184 Arbitrage : Quetzalli Alvarado |
| 17h15 CEST      | Rapport          |       |          | Spectateurs : 13 184 Arbitrage : Quetzalli Alvarado | Spectateurs : 13 184 Arbitrage : Quetzalli Alvarado |

#### Classement des troisièmes de groupe
| Rang | Équipe           | Pts | J | G | N | P | Bp | Bc | Diff |
| ---- | ---------------- | --- | - | - | - | - | -- | -- | ---- |
| 1    | Canada           | 4   | 3 | 1 | 1 | 1 | 6  | 4  | +2   |
| 2    | Nouvelle-Zélande | 3   | 3 | 1 | 0 | 2 | 3  | 3  | 0    |
| 3    | Corée du Nord    | 3   | 3 | 1 | 0 | 2 | 2  | 6  | -4   |

|  | Qualifié pour le deuxième tour de la compétition.                                                                  |
|  | Pts points ; G victoires ; N match nuls ; P défaites Bp buts marqués ; Bc buts encaissés ; Diff différence de buts |

Les deux premiers de ce classement comparatif sont repêchés pour compléter le tableau des quarts de finale.
Note : départage à la différence de buts utilisé.

### Tableau final
|  | Quarts de finale  | Quarts de finale |                  |                  | Demi-finales           | Demi-finales           |   |  | Finale          | Finale          |
|  | Quarts de finale  | Quarts de finale |                  |                  | Demi-finales           | Demi-finales           |   |  | Finale          | Finale          |
|  |                   |                  |                  |                  |                        |                        |   |  |                 |                 |
|  | 3 août, Coventry  | 3 août, Coventry |                  |                  | 6 août, Manchester     | 6 août, Manchester     |   |  | 9 août, Londres | 9 août, Londres |
|  | 3 août, Coventry  | 3 août, Coventry |                  |                  | 6 août, Manchester     | 6 août, Manchester     |   |  | 9 août, Londres | 9 août, Londres |
|  | Grande-Bretagne   | 0                |                  |                  | 6 août, Manchester     | 6 août, Manchester     |   |  | 9 août, Londres | 9 août, Londres |
|  | Grande-Bretagne   | 0                |                  |                  | 6 août, Manchester     | 6 août, Manchester     |   |  | 9 août, Londres | 9 août, Londres |
|  | Canada            | 2                |                  |                  | 6 août, Manchester     | 6 août, Manchester     |   |  | 9 août, Londres | 9 août, Londres |
|  | Canada            | 2                | Canada           | 3                |                        |                        |   |  | 9 août, Londres | 9 août, Londres |
|  | 3 août, Newcastle |                  | Canada           | 3                |                        |                        |   |  | 9 août, Londres | 9 août, Londres |
|  |                   | États-Unis       | 4 ap             |                  |                        |                        |   |  | 9 août, Londres | 9 août, Londres |
|  | États-Unis        | États-Unis       | 4 ap             | 2                |                        |                        |   |  | 9 août, Londres | 9 août, Londres |
|  | États-Unis        |                  |                  | 2                |                        |                        |   |  | 9 août, Londres | 9 août, Londres |
|  | Nouvelle-Zélande  | 0                |                  |                  |                        |                        |   |  | 9 août, Londres | 9 août, Londres |
|  | Nouvelle-Zélande  | 0                | États-Unis       | 2                |                        |                        |   |  |                 |                 |
|  | 3 août, Glasgow   |                  | États-Unis       | 2                |                        |                        |   |  |                 |                 |
|  |                   | Japon            | 1                |                  |                        |                        |   |  |                 |                 |
|  | Suède             | Japon            | 1                | 1                |                        |                        |   |  |                 |                 |
|  | Suède             | 6 août, Londres  |                  | 1                |                        |                        |   |  |                 |                 |
|  | France            | 2                |                  |                  |                        |                        |   |  |                 |                 |
|  | France            | 2                | France           | 1                |                        |                        |   |  |                 |                 |
|  | 3 août, Cardiff   | 3 août, Cardiff  | France           | 1                | Match pour la 3e place | Match pour la 3e place |   |  |                 |                 |
|  | 3 août, Cardiff   | 3 août, Cardiff  |                  | Japon            | Match pour la 3e place | Match pour la 3e place | 2 |  |                 |                 |
|  | Brésil            | 0                | 9 août, Coventry | 9 août, Coventry |                        |                        | 2 |  |                 |                 |
|  | Brésil            | 0                | 9 août, Coventry | 9 août, Coventry |                        |                        |   |  |                 |                 |
|  | Japon             | 2                |                  | Canada           | 1                      |                        |   |  |                 |                 |
|  | Japon             | 2                |                  | Canada           | 1                      |                        |   |  |                 |                 |
|  |                   |                  |                  |                  |                        |                        |   |  | France          | 0               |
|  |                   |                  |                  |                  |                        |                        |   |  | France          | 0               |

#### Quarts de finale
| 3 août 2012 | Suède             | 1-2   | France                                | Hampden Park, Glasgow                       |                                             |
| 12h00 CEST  | Nilla Fischer 18e | (1-2) | 29e Laura Georges · 39e Wendie Renard | Spectateurs : 12 869 Arbitrage : Kari Seitz | Spectateurs : 12 869 Arbitrage : Kari Seitz |
| 12h00 CEST  | Rapport           |       |                                       | Spectateurs : 12 869 Arbitrage : Kari Seitz | Spectateurs : 12 869 Arbitrage : Kari Seitz |

| 3 août 2012 | États-Unis                           | 2-0   | Nouvelle-Zélande | St James' Park, Newcastle                        |                                                  |
| 14h30 CEST  | Abby Wambach 27e · Sydney Leroux 87e | (1-0) |                  | Spectateurs : 10 441 Arbitrage : Salomé di Iorio | Spectateurs : 10 441 Arbitrage : Salomé di Iorio |
| 14h30 CEST  | Rapport                              |       |                  | Spectateurs : 10 441 Arbitrage : Salomé di Iorio | Spectateurs : 10 441 Arbitrage : Salomé di Iorio |

| 3 août 2012 | Brésil  | 0-2   | Japon                             | Millennium, Cardiff                              |                                                  |
| 17h00 CEST  |         | (0-1) | 27e Yūki Ōgimi · 73e Shinobu Ohno | Spectateurs : 28 528 Arbitrage : Kirsi Heikkinen | Spectateurs : 28 528 Arbitrage : Kirsi Heikkinen |
| 17h00 CEST  | Rapport |       |                                   | Spectateurs : 28 528 Arbitrage : Kirsi Heikkinen | Spectateurs : 28 528 Arbitrage : Kirsi Heikkinen |

| 3 août 2012 | Grande-Bretagne | 0-2   | Canada                                       | Stade de la ville de Coventry, Coventry            |                                                    |
| 19h30 CEST  |                 | (0-2) | 12e Jonelle Filigno · 26e Christine Sinclair | Spectateurs : 28 828 Arbitrage : Sachiko Yamagishi | Spectateurs : 28 828 Arbitrage : Sachiko Yamagishi |
| 19h30 CEST  | Rapport         |       |                                              | Spectateurs : 28 828 Arbitrage : Sachiko Yamagishi | Spectateurs : 28 828 Arbitrage : Sachiko Yamagishi |

#### Demi-finales
| 6 août 2012 | France                | 1-2   | Japon                                 | Wembley, Londres                                    |                                                     |
| 17h00 CEST  | Eugénie Le Sommer 76e | (0-1) | Yuki Ogimi 32e · Mizuho Sakaguchi 49e | Spectateurs : 61 482 Arbitrage : Quetzalli Alvarado | Spectateurs : 61 482 Arbitrage : Quetzalli Alvarado |
| 17h00 CEST  | Rapport               |       |                                       | Spectateurs : 61 482 Arbitrage : Quetzalli Alvarado | Spectateurs : 61 482 Arbitrage : Quetzalli Alvarado |

| 6 août 2012 | Canada                         | 3-4 (a.p.) | États-Unis                                                         | Old Trafford, Manchester                            |                                                     |
| 19h45 CEST  | Christine Sinclair 22e 67e 73e | (1-0)      | Megan Rapinoe 54e 70e · Abby Wambach 80e (pen.) · Alex Morgan 120e | Spectateurs : 26 630 Arbitrage : Christina Pedersen | Spectateurs : 26 630 Arbitrage : Christina Pedersen |
| 19h45 CEST  | Rapport                        |            |                                                                    | Spectateurs : 26 630 Arbitrage : Christina Pedersen | Spectateurs : 26 630 Arbitrage : Christina Pedersen |

#### Match pour la médaille de bronze
| 9 août 2012 | Canada             | 1-0   | France | Stade de la ville de Coventry, Coventry          |                                                  |
| 13h00 CEST  | Diana Matheson 90e | (0-0) |        | Spectateurs : 12 465 Arbitrage : Jenny Palmqvist | Spectateurs : 12 465 Arbitrage : Jenny Palmqvist |
| 13h00 CEST  | Rapport            |       |        | Spectateurs : 12 465 Arbitrage : Jenny Palmqvist | Spectateurs : 12 465 Arbitrage : Jenny Palmqvist |

#### Finale
| 9 août 2012 | États-Unis         | 2-1   | Japon          | Wembley, Londres                                   |                                                    |
| 19h45 CEST  | Carli Lloyd 8e 54e | (1-0) | Yuki Ogimi 63e | Spectateurs : 80 203 Arbitrage : Bibiana Steinhaus | Spectateurs : 80 203 Arbitrage : Bibiana Steinhaus |
| 19h45 CEST  | Rapport            |       |                | Spectateurs : 80 203 Arbitrage : Bibiana Steinhaus | Spectateurs : 80 203 Arbitrage : Bibiana Steinhaus |

## Bilan

### Podium
| Épreuve         | Or         | Argent | Bronze |
| --------------- | ---------- | ------ | ------ |
| Tournoi féminin | États-Unis | Japon  | Canada |

### Nombre d'équipes par confédération et par tour
Les 12 équipes présentes disputent un total de 26 rencontres dont 18 au premier tour.
| Confédération | Premier tour | Quarts de finale | Demi-finales | Finale | Victoire |
| ------------- | ------------ | ---------------- | ------------ | ------ | -------- |
| UEFA          | 3            | 3                | 1            | 0      | 0        |
| AFC           | 2            | 1                | 1            | 1      | 0        |
| CAF           | 2            | 0                | 0            | 0      | 0        |
| CONCACAF      | 2            | 2                | 2            | 1      | 1        |
| CONMEBOL      | 2            | 1                | 0            | 0      | 0        |
| OFC           | 1            | 1                | 0            | 0      | 0        |
| Total         | 12           | 8                | 4            | 2      | 1        |

### Soulier d'or de la meilleure buteuse
Christine Sinclair gagne le Soulier d'or de la meilleure buteuse avec 6 buts.
| Place | Joueuse            | Buts |
| ----- | ------------------ | ---- |
| 1     | Christine Sinclair | 6    |
| 2     | Abby Wambach       | 5    |
| 3     | Melissa Tancredi   | 4    |
| 3     | Carli Lloyd        | 4    |
| 5     | Alex Morgan        | 3    |
| 5     | Megan Rapinoe      | 3    |
| 5     | Yuki Ogimi         | 3    |
| 5     | Stephanie Houghton | 3    |

| Joueuses ayant inscrit deux buts | Joueuses ayant inscrit deux buts | Joueuses ayant inscrit deux buts | Joueuses ayant inscrit deux buts |
| -------------------------------- | -------------------------------- | -------------------------------- | -------------------------------- |
| 9                                | Cristiane                        | 2                                |                                  |
| 9                                | Cristiane                        | 2                                |                                  |
| 9                                | Marta                            | 2                                |                                  |
| 9                                | Marie-Laure Delie                | 2                                |                                  |
| 9                                | Élodie Thomis                    | 2                                |                                  |
| 9                                | Laura Georges                    | 2                                |                                  |
| 9                                | Wendie Renard                    | 2                                |                                  |
| 9                                | Kim Song Hui                     | 2                                |                                  |
| 9                                | Lotta Schelin                    | 2                                |                                  |
| 9                                | Nilla Fischer                    | 2                                |                                  |

| Joueuses ayant inscrit un but | Joueuses ayant inscrit un but | Joueuses ayant inscrit un but | Joueuses ayant inscrit un but |
| ----------------------------- | ----------------------------- | ----------------------------- | ----------------------------- |
| 14                            | Francielle                    | 1                             |                               |
| 14                            | Renata Costa                  | 1                             |                               |
| 14                            | Camille Catala                | 1                             |                               |
| 14                            | Gaëtane Thiney                | 1                             |                               |
| 14                            | Eugénie Le Sommer             | 1                             |                               |
| 14                            | Jill Scott                    | 1                             |                               |
| 14                            | Casey Stoney                  | 1                             |                               |
| 14                            | Nahomi Kawasumi               | 1                             |                               |
| 14                            | Aya Miyama                    | 1                             |                               |
| 14                            | Shinobu Ohno                  | 1                             |                               |
| 14                            | Mizuho Sakaguchi              | 1                             |                               |
| 14                            | Portia Modise                 | 1                             |                               |
| 14                            | Lisa Dahlkvist                | 1                             |                               |
| 14                            | Marie Hammarström             | 1                             |                               |
| 14                            | Sofia Jakobsson               | 1                             |                               |
| 14                            | Rebecca Smith                 | 1                             |                               |
| 14                            | Sarah Gregorius               | 1                             |                               |
| 14                            | Gabrielle Aboudi Onguene      | 1                             |                               |
| 14                            | Diana Matheson                | 1                             |                               |
| 14                            | Sydney Leroux                 | 1                             |                               |